# واوبکورت
واوبکورت (به فرانسوی: Vaubecourt) یک کامین در فرانسه است که در Canton of Vaubecourt واقع شده‌است.

## خصوصیات
واوبکورت ۲۲٫۶۲ کیلومترمربع مساحت و ۲۶۰ نفر جمعیت دارد و ۲۰۱ متر بالاتر از سطح دریا واقع شده‌است.